# Prinia maculosa
Prinia maculosa е вид птица от семейство Cisticolidae.

## Разпространение
Видът е разпространен в Лесото, Намибия и Южна Африка.